# Petar I. Aleksandrijski
Papa Petar I. iz Aleksandrije, 17. papa Aleksandrije i patrijarh svete Stolice sv. Marka. Kao svetac se štuje u koptskoj pravoslavnoj Crkvi, istočnoj pravoslavnoj Crkvi i rimokatoličkoj Crkvi.

## Život

### Pregled
Koptska pravoslavna crkva vjeruje da su ga roditelji dali Njegovoj Svetosti papi Teoniju da ga odgaja i podučava kršćanskoj vjeri da bi postao svećenik; slično priči o Samuelu u Starom zavjetu. Uzdizao se kroz položaje svetih redova, najprije postajući čitatelj, zatim đakon, a potom i svećenik. Na samrtnoj postelji, Teonije je savjetovao crkvenim čelnicima da izaberu Petra za njegovog nasljednika, što su i učinili.

### Služba patrijarha
Petrovo vrijeme kao biskupa, uključivalo je snažne progone kojima je rimski car Dioklecijan (vladao od 284. – 305.) izložio kršćane. Progoni su započeti 303. godine, i nastavljeni naizmjenično, s malim prekidima, tijekom narednih deset godina.
Svjedočenja o Petrovu položaju tijekom Dioklecijanovih progona nisu jedinstvena, no jedan izvor navodi da je na neko vrijeme bio u zatvoru s biskupom Meletijem iz Lycopolisa. i oni su ušli u prepirku u kojoj su raspravljali o kršćanima koji su prinosli poganske žrtve ili se odrekli svetih spisa i predali ih vlastima da bi spasili svoje živote tijekom progona. Petar je zagovarao blagost i milostivost prema posrnulim vjernicima, dok je Meletije čvrsto zagovarao da su posrnuli napustili svoju vjeru i da bi se trebali ponovno krstiti. Njihova diskusija, koja je postala toliko zagrijana, završila je tako da se Peter, čak i fizički od njega ogradio, na način da je objesio zavjesu između sebe i Meletija.

Jedan od Meletijevih sljedbenika bio je svećenik po imenu Arije (suvremeni povjesničari se razlikuju u poimanju je li to isti Arije po kome je, nekoliko godina kasnije, nastala Arijanova kontroverza, nazvana Arijanstvo, ili nije). Prema Severusu iz Ashmumeena
, Arije je uzaludno pokušavao ishoditi oprost od patrijarha prije nego što je Petar pogubljen, a na samrti je Petar objavio predviđanje koje je bilo protiv Arija.

### Mučeništvo
Povjesničar Severus iz Ašmumena, iz desetog stoljeća, daje nam izvješće o tome kako je tijekom Dioklecijanovog progona patrijarh bio uhvaćen i bačen u zatvor. Kad je car bio obaviješten o tome, naredio je da se Petru odrubi glava. To je spriječio veliki broj kršćana koji su se okupili ispred zatvora spremni umrijeti za svog patrijarha. Vojnici su odgodili izvršenje jer nisu željeli masakrirati gomilu niti stvoriti pobune.
Patrijarh, koji se bojao za živote svoga naroda, savjetovao je vojnicima plan da ga prokrijumčare iz zatvora, probijajući rupu na određenom zidu koji bi on odabrao, tako da bi tada mogli izvršiti pogubljenje.

Severus iz Ašmumena opisuje trenutak kada je patrijarh bio mučenik:
Zatim skinu svoj ormoforion i tako ogoli vrat, koji je bio neokaljan pred Bogom i reče vojnicima: "Učinite kako vam je zapovjeđeno". Ali vojnici su se bojali da bi im to moglo donijeti nevolje, i pogledali su jedni u druge, ne znajući kako dalje, jer se ni jedan od njih nije usudio odrubiti glavu zbog straha od nesreće koja bi ih mogla zadesiti. Zatim se savjetovahu i rekoše: "Onome koji mu odrubi glavu, svaki će od nas dati po pet denara." Sada ih je bilo šestoro; i jedan, koji je imao nešto novaca uzase; je bacio svojih pet na onih dvadeset denara i rekao: "Onaj koji će otići gore i odrubiti mu glavu, taj će novac dobiti od mene i ostale četvorice." Tako je jedan od ljudi krenuo naprijed, skupio hrabrost i odrubio glavu svetog mučenika, patrijarha Petra I.

### Odlazak
Taj dan bio je 25. dan mjeseca hatora prema koptskom kalendaru, što odgovara otprilike 15. studenom. Mučeništvo sv. Petra se dogodilo 311. AD za vrijeme vladavine rimskog cara Maksimina Daja (lat: Gaius Galerius Valerius Maximinus, negdje znan i kao "Daza"; i Maksimin II.; 20. studenog 270. – 313. AD), kada papa Petar I. završava svoje poslanje i odlazi 25. dana hatora 312. AD 25. studenog 311. godine (15. dana mjeseca hatora prema koptskom kalendaru)  nakon što je punih 11 
godina vršio dužnost pape od Aleksandrije na prijestolju Sv. Marka, u kojem vremenu je širio evanđelje i kod vjernika učvrščivao kršćansku vjeru, te umro mučeničkom smrću po kojoj je nazvan sv. Petar, Pečat Mučenika

## Dan štovanja
Tradicionalno se u kršćanstvu dan smrti svetaca obilježava kao dan kada se slavi njegov blagdan. 25. hator odgovara 15. studenom prema julijskom kalendaru (do 16. studenog ako je sljedeća julijanska godina prestupna). Tako 25. hator trenutno odgovara gregorijanskom kalendaru 5. prosinca ili 6. prosinca (vidi datume starog i novog stila). Spomen na taj dan je upisan u sinaksarionu.

## Vanjske poveznice
- Mučeništvo sv. Petra I., Pečata Mučenika
- Papa Teonije od Aleksandrije   Arhivirana inačica izvorne stranice od 16. ožujka 2018. (Wayback Machine)
- Sinaksarion koptske Crkve
- Khaled Gamelyan [Coptic Encyclopedia],opensource